# Doryctes tristriatus
Doryctes tristriatus är en stekelart som beskrevs av Jean-Jacques Kieffer 1921. Doryctes tristriatus ingår i släktet Doryctes och familjen bracksteklar. Inga underarter finns listade i Catalogue of Life.